# Східний хребет
Схі́дний хребе́т (рос. Восто́чный хребе́т) — гірська система, другий за довжиною хребет півострова Камчатки Камчатського краю Росії.

## Географія
Хребет простягнувся паралельно поздовжньої осі півострова Камчатки, приблизно від 53° північної широти — на півдні і майже до півострова Озерного — на півночі, (в східній частині Камчатки) із півдня — південного заходу на північ — північний схід на 600 км, розташований на схід від Центральнокамчатської низовини та Серединного хребта. Ширина хребта, в центральній його частині, сягає 120 км. На сході межує із Східним Вулканічним плато висотою 600—1000 м, із окремими конусами згаслих і діючих вулканів: Кроноцька (3528 м), Коряцька (3456 м), Авачинська (2741 м), Мутновська (2323 м) сопки та інші, а також місцями омивається затоками Тихого океану. В північно-західній частині хребта, у вигині річки Камчатки, окремо виділяються «Вулкани Ключевської групи», до якої входить найвищий діючий вулкан Євразії — Ключевська Сопка (4750 м), а також Камінь (4585 м), Крестовський (4057 м), Ушковський (3943 м), Толбачик (3682 м), Зиміна (3081 м) та інші.
Східний хребет складається із ряду окремих хребтів з крутими західними і пологими східними схилами. Найбільш значні із них: на півдні — Ганальський (вулкан Бакенінг, 2278 м), в центрі — Валагінський (Кудряш 1794 м) та Тумрок (вулкан Кизимен, 2375 м), на півночі — Кумроч (вулкан Шиш, 2346 м), прорізаний наскрізною ущелиною річки Камчатки.

## Геологія
Хребет складений головним чином вулканічно-сланцевими товщами, породами продуктів виверження і туфами.

## Рослинність
Нижні частини схилів вкриті лісами кам'яної берези (береза Ермана) і чагарниковими заростями кедрового стланика та рододендрона, вище лежать гірські тундри.

### Топографічні карти
- Аркуш карти O-58 Усть-Камчатськ. Масштаб: 1:1 000 000. Видання 1989 р.
- Аркуш карти O-57 Ключевська Сопка. Масштаб: 1:1 000 000. Видання 1990 р.
- Аркуш карти N-57 Петропавловськ-Камчатський. Масштаб: 1 : 1 000 000. Видання 1967 р.
- Аркуш карти M-57 м. Лопатка. Масштаб: 1:1 000 000. Видання 1969 р.